# Pierre VII El-Gawly d'Alexandrie
Pour les articles homonymes, voir Pierre VII d'Alexandrie.
Pierre VII, Pétros VII ou Boutros VII (né El-Gawly, mort en 1852), fut le 109e pape et patriarche copte orthodoxe d'Alexandrie et de toute l'Afrique du 24 décembre 1809 au 5 avril 1852.